# Nannoniscoides
Nannoniscoides är ett släkte av kräftdjur. Nannoniscoides ingår i familjen Nannoniscidae.
Kladogram enligt Catalogue of Life:
| Nannoniscoides | \| \| Nannoniscoides angulatus \| \| \| \| \| \| Nannoniscoides biscutatus \| \| \| \| \| \| Nannoniscoides excavatifrons \| \| \| \| \| \| Nannoniscoides gigas \| \| \| \| \| \| Nannoniscoides latediffusus \| \| \| \| \| \| Nannoniscoides laticontractus \| \| \| \| |
|                | \| \| Nannoniscoides angulatus \| \| \| \| \| \| Nannoniscoides biscutatus \| \| \| \| \| \| Nannoniscoides excavatifrons \| \| \| \| \| \| Nannoniscoides gigas \| \| \| \| \| \| Nannoniscoides latediffusus \| \| \| \| \| \| Nannoniscoides laticontractus \| \| \| \| |
|                | Austroniscus |
|                | |
|                | Exiliniscus |
|                | |
|                | Hebefustis |
|                | |
|                | Micromesus |
|                | |
|                | Nannoniscella |
|                | |
|                | Nannonisconus |
|                | |
|                | Nannoniscus |
|                | |
|                | Nymphodora |
|                | |
|                | Panetela |
|                | |
|                | Rapaniscus |
|                | |
|                | Regabellator |
|                | |
|                | Saetoniscus |
|                | |
|                | Thaumastosoma |
|                | |
|                | Nannoniscoides angulatus |
|                | |
|                | Nannoniscoides biscutatus |
|                | |
|                | Nannoniscoides excavatifrons |
|                | |
|                | Nannoniscoides gigas |
|                | |
|                | Nannoniscoides latediffusus |
|                | |
|                | Nannoniscoides laticontractus |
|                | |

|  | Nannoniscoides angulatus      |
|  |                               |
|  | Nannoniscoides biscutatus     |
|  |                               |
|  | Nannoniscoides excavatifrons  |
|  |                               |
|  | Nannoniscoides gigas          |
|  |                               |
|  | Nannoniscoides latediffusus   |
|  |                               |
|  | Nannoniscoides laticontractus |
|  |                               |